# Jean-Pierre Hansen
Jean-Pierre Hansen (3 de diciembre de 1957) es un deportista francés que compitió en judo. Ganó una medalla de oro en el Campeonato Europeo de Judo de 1987 en la categoría de –65 kg.

## Palmarés internacional
| Campeonato Europeo | Campeonato Europeo | Campeonato Europeo | Campeonato Europeo |
| Año                | Lugar              | Medalla            | Categoría          |
| ------------------ | ------------------ | ------------------ | ------------------ |
| 1987               | París (Francia)    | Medalla de oro     | –65 kg             |